# 天主教聖弗朗西斯科教區
天主教聖弗朗西斯科教區（拉丁語：Dioecesis Franciscopolitana）是阿根廷一個羅馬天主教教區，屬科爾多瓦總教區。
教區成立於1961年4月10日，位於科爾多瓦省東北部。2010年有教友213,000人（佔轄區總人口97.7%）、三十個堂區、卅八名司鐸。目前教區主教處於出缺狀態。